# Mahamadou Coulibaly
Pour les articles homonymes, voir Coulibaly.
Mahamadou Coulibaly est un acteur, entremetteur et entrepreneur français.
Il est notamment connu pour avoir joué dans le film Banlieue 13 : Ultimatum et dans la série télévisée No Limit.

## Biographie
Originaire de la cité du Bois-l'Abbé à Champigny-sur-Marne, dans le Val-de-Marne, Coulibaly arrête ses études après la classe de seconde. Il décide de travailler dans l'industrie du cinéma après sa rencontre avec Luc Besson au « Festival Art et Banlieue » de 2008, l'événement ayant lieu dans le quartier.
L'homme d'un mètre quatre-vingt-dix-huit tape dans l’œil du réalisateur qui lui demande de prêter sa silhouette pour donner vie aux personnages des « Moghol » dans Arthur et les Minimoys 2. Après le tournage, Besson revient vers lui pour lui proposer un rôle dans Banlieue 13 : Ultimatum, aux côtés de MC Jean Gab'1, qu'il accepte. Sortie en salle en 2008, ce film  le fait connaître aux yeux du grand public. En 2010, il apparaît aux côtés de José Garcia où il joue un videur dans le film Le Mac de Pascal Bourdiaux. En 2011, poussé par son ami d'enfance, il passe le casting de La Cité rose — comédie dramatique sur la vie d'un jeune en banlieue parisienne — puis enchaîne avec le tournage dans lequel il interprète le rôle de Mas.
Il retrouve les chemins des tournages l'année suivante au cours duquel il joue le rôle d'Idriss dans le film Paulette, aux côtés de Bernadette Lafont,. Sa carrière accélère en 2013 avec notamment la saison 2 de No Limit pour TF1,, la saison 2 des Lascars pour Canal +, dans laquelle il prend le 5e rôle, mais également une apparition dans le film de Thomas N'Gijol Fastlife. Suivront plusieurs apparitions en 2015, notamment dans le film Braqueurs ou la série En passant pécho. Il retrouve ensuite Luc Besson dans le film de science-fiction Valérian et la Cité des mille planètes, avant de tourner dans la saison 3 de No Limit et dans la saison 4 de Falco (épisodes 1 - 2 - 6 - 7), diffusée sur TF1.
En 2016-2017, il apparaît dans plusieurs films et séries, notamment le film franco-allemand Braqueurs d'élite. Il retrouve Thomas N'Gijol en 2018 dans la comédie Black Snake, interprètant Leopold Ekeke. À fin de l'année, il est récompensé pour son rôle dans le court-métrage Bulles d'air de Daouda Diakhaté, un film de 30 minutes dans lequel il interprète Omar, 30 ans, qui sort d'un long séjour en hôpital psychiatrique. Il reçoit le prix d'interprétation masculine de Cinébanlieue 2018.
Il tourne dans la comédie Tout simplement noir (2019) de Jean-Pascal Zadi, dont la sortie est prévue le 15 avril 2020.
Parallèlement à sa carrière d'acteur, il est l'un des fondateurs d’ONCO TV, la première plateforme d’information et d’orientation sur le cancer aux côtés de son ami et associé Anthony #DUNKNATION et du projet « ONCONSULT » lancé durant l'été 2020, qui a pour objectif de développer des bornes de téléconsultation médicale dans les quartiers populaires et dans les déserts médicaux,.
À la fin de l'année 2022, Coulibaly organise le tournage au Bois-l’Abbé du film Banlieusards 2 (réalisé par Kery James et Leïla Sy) et apparaît également dans celui-ci. Le long métrage sort sur Netflix le 27 septembre 2023.
Mahamadou Coulibaly joue le rôle de Rostam dans la nouvelle série télévisée Carême, sortie le 30 avril 2025 sur Apple TV+.

## Filmographie

### Cinéma

#### Longs métrages
- 2008 : Banlieue 13 : Ultimatum de Patrick Alessandrin : Doudou
- 2009 : Le Mac de Pascal Bourdiaux : Un videur
- 2011 : La Cité rose de Julien Abraham : Mas
- 2012 : Paulette de Jérôme Enrico : Idriss
- 2014 : Fastlife de Thomas N'Gijol
- 2015 : Boloss de Cheyenne Carron
- 2015 : Braqueurs de Julien Leclercq : Abel
- 2015 : The Lake de Steven Quale (projet)
- 2015 : Valérian et la Cité des mille planètes de Luc Besson : Un soldat
- 2016 : Braqueurs d'élite de Steven Quale : Detroit Turner
- 2018 : Black Snake de Thomas N'Gijol : Leopold Ekeke “Somnifère”
- 2019 : Tout simplement noir de Jean-Pascal Zadi
- 2022 : Arthur, malédiction de Luc Besson : Guerrier Bogo 3
- 2023 : Banlieusards 2 de Kery James et Leïla Sy : Doums
- 2024 : Bagarre de Julien Royal
- 2025 : Banlieusards 3 de Kery James et Leïla Sy : Doums

#### Courts métrages
- 2014 : Terremère de Aliou Sow : Bakari
- 2015 : La nuit est faite pour dormir d'Adrien Costello
- 2018 : Bulles d'air de Daouda Diakhaté : Omar

### Télévision
- 2013 : No Limit (épisodes 1 - 2 - 3 - 5 - 6 de la saison 2) de Barthélemy Grossmann : Mamadou
- 2014 : Lascars (saison 2) de Laurent Nicolas
- 2014 : Strike Back de Michael J. Bassett
- 2015 : No Limit (épisodes 7 de la saison 3) de Barthélemy Grossmann : Mamadou
- 2015 : En passant pécho de Julien Hollande (web-série) : Génie
- 2015 : American Dream de Barthélémy Grossmann
- 2015 : Falco (Le poids du silence : épisodes 28 de la saison 4) de Chris Briant : Doudou
- 2015 : Falco (épisodes 1 - 2 - 6 - 7 de la saison 4) de Jean-Luc Herbulot : Doudou
- 2016 : Je voulais juste rentrer chez moi de Yves Rénier : Braqueur taulard 2
- 2016 : Commissariat central de Benjamin Depierrois, Alain Kappauf et Fabien Rault
- 2017 : Access de Ahmed Sylla
- 2017 : Exposed (épisodes 9 de la saison 1) de Barthélémy Grossmann
- 2018 - 2021 : Selon Thomas de Thomas N'Gijol
- 2025 : Carême (Blackmail : épisodes 2 de la saison 1) de Ian Kelly et Davide Serino : Roustam